# إيفانجيلستا تورشيللي
إيفانجليستا تورشيللي (بالإيطالية: Evangelista Torricelli) (15 أكتوبر 1608- 25 أكتوبر 1647) فيزيائي ورياضياتي إيطالي، وهوطالب غاليليو. اشتهر باختراعه البارومتر. ولكنه معروف أيضًا بتقدمه في مجال البصريات وعمله على مبدأ كافالييري.

## السيرة الذاتية
تلقى تعليمه في روما واسترعت تجاربه انتباه العالم جاليليو جاليلي فعينه مساعدا شخصيا له في فلورنسا (1641-1642) ثم خلفه أستاذا للرياضيات والفلسفة في جامعة فلورنسا.

## الوفاة
توفي توريتشيلي بسبب الحمى، على الأرجح التيفوئيد، في فلورنسا في 25 أكتوبر 1647، بعد 10 أيام من عيد ميلاده التاسع والثلاثين، ودُفن في بازيليك سان لورينزو. ترك كل ممتلكاته لابنه بالتبني أليساندرو.

## إنجازاته
- صقل العدسات لتلسكوبه الخاص وأدخل تطويرات على التلسكوبات والمجاهر (الميكروسكوبات).
- له تجارب علمية قيمة لعل أعظمها اختراعه البارومتر (مقياس الضغط الجوي) الزئبقي سنة 1643م حيث أمكن قياس الضغط الجوي.

## تخليد ذكراه

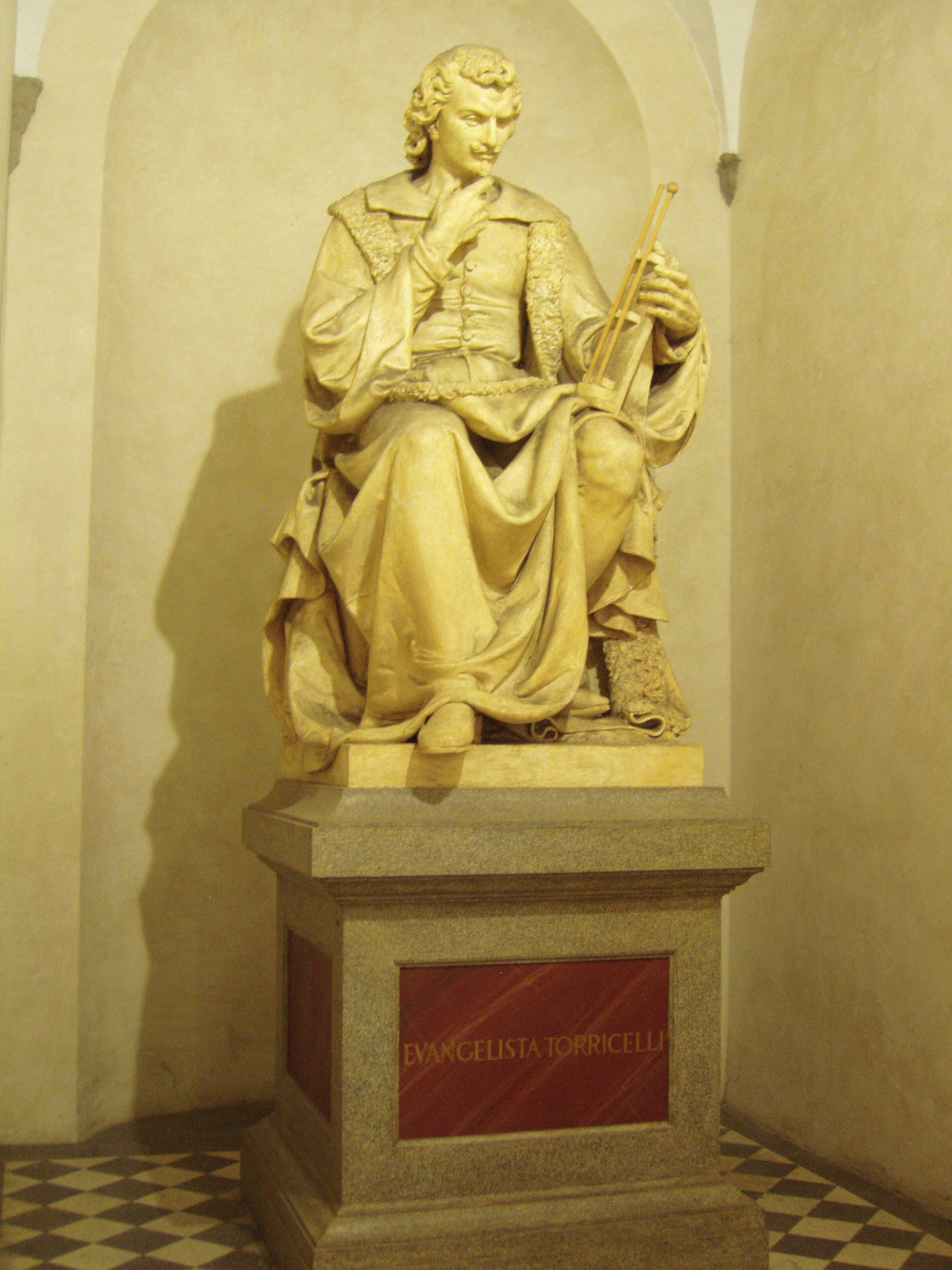
تمثال إيفانجيلستا تورشيللي في متحف التاريخ في فلورنسا.

- وتخليدا لذكراه سمي الفراغ الذي ينشأ فوق عمود الزئبق باسمه.
- أطلق الإتحاد الفلكي الدولي اسم تورشيللي على فوهة بركانية على سطح القمر عام 1935.

## روابط خارجية
- إيفانجيلستا تورشيللي على موقع الموسوعة البريطانية (الإنجليزية)
- إيفانجيلستا تورشيللي على موقع إن إن دي بي (الإنجليزية)